# 大石田まつり最上川花火大会
大石田まつり最上川花火大会（おおいしだまつりもがみがわはなびたいかい）は、山形県北村山郡大石田町で毎年8月16日に開催されている祭り及び花火大会である。

## 概要
1931年より開催されている大石田町最大の伝統行事である。前年1930年に完成した大石田大橋（大橋）の完成を祝し創始されたのが始まりである。会場は大橋周辺で、大石田町を流れる最上川の空上に大型花火3000発が打ち上げられる。観覧場所と打ち上げ場所が近いのが特徴の一つである。花火と音楽がコラボレーションする創造花火を始め、終盤には日本一の町民号"20号玉（2尺玉）10連発"が打ち上げられる。また、大橋周辺の最上川では灯篭流しが行われ、数千の灯篭が流れる。小雨決行だが荒天時は順延となる。
また、花火大会の当日に大石田まつりも同時開催され、その年に成人を迎えた若者による"成人神輿"や、神輿団体による勇壮な神輿渡御などが行われる。
2020年は新型コロナウイルス感染症の流行により戦後初の開催中止となる。花火大会の中止を受け、新型コロナウイルス感染の収束や、令和2年7月豪雨での豪雨災害からの復旧の願いを込め、この年の7月から8月にかけて計3回サプライズの花火が町内から打ち上げられた。2023年、当花火大会の目玉とされていた「20号玉10連発」が4年ぶりに復活した。

## 駐車場
有料駐車場あり（1200台）。1台500円。
当日は会場周辺で交通規制が行われる。午後5:00〜午後10:00は会場周辺が車両通行止又は一方通行となる。大橋〜四日町は午前10時から車両通行止となる。

## 会場アクセス
- 電車
  - JR奥羽本線・大石田駅より徒歩15分[6]
  - 山交バス
  - 銀山温泉からバスやタクシー
  - 山形空港から さくらんぼ東根駅より           山形新幹線で大石田駅まで